# Jan W. Morthenson
Jan Wilhelm Morthenson (Örnsköldsvik, 7 april 1940) is een hedendaags Zweeds componist en muziekpedagoog.

## Levensloop
Hij studeerde bij Runar Mangs en Ingvar Lidholm compositie en aan de Universiteit van Uppsala Esthetiek. Verder studeerde hij bij Heinz-Klaus Metzger in Duitsland. Metzger was ook die man, die zijn interesse en zijn kritische uiteenzetting met de avant-gardistische ideeën bevorderde. In het Zweedse muziekleven is Morthenson heel actief. Hij publiceert artikelen in tijdschriften, dagbladen en in de omroep. Van 1974 tot 1975 was hij voorzitter van de Zweedse ISCM-sectie. 
Aan het San Francisco College of Music en aan Kungliga Musikhögskolan in Stockholm en de Musikhögskolan Malmö in Malmö doceert hij compositie en heeft ook administratieve functies van de Zweedse overheid.

## Stijl
In zijn werken is geen stilistische uniformiteit. Hij is altijd op zoek naar een constante interactiviteit en uitwisseling tussen verschillende velden van creativiteit, zoals muziek, film/televisie, schrijven enz. Beschrijvingen die tot zijn persoonlijkheid behoren en die in zijn essays zijn te vinden, vinden hun weerspiegeling in zijn muzikale werk. De vroege composities volgen zijn voorstellingen van niet-figuratieve muziek, waar klankkleur goed uitgebreid is, maar zij is zonder expressie, zijn antwoord op de negatieve impressie, die hij van de tegenwoordige maatschappij heeft. De latere periode werd gedomineerd van metamuziek, die in verschillende genres zijn in te delen, zoals opera, kerkmuziek en werken voor harmonieorkest.

## Composities

### Werken voor orkest
- 1960 Sinfonia da camera voor hobo/alt-hobo, klarinet/saxofoon, basklarinet, hoorn, 4 slagwerkers, 4 alt-violen, 2 celli en contrabas, opus 1
- 1961 Coloratura I voor strijkorkest, twee elektr. gitaren, 2 tamtams en geluidsband
- 1962 Coloratura II voor kamerorkest, elektr. gitaar, mandoline, 3 slagwerkers en piano
- 1962-1963 Coloratura III voor kamerorkest, elektr. gitaar, orgel/vibrafoon
- 1963 Coloratura IV voor orkest, 2 saxofoons, piano en orgel
- 1963 Antiphonia I voor orkest, saxofoon, elektr. gitaar en piano
- 1965 Antiphonia II voor kamerorkest
- 1970 Antiphonia III voor orkest, elektr. orgel en vibrafoon
- 1970 Colossus Metamusic voor groot orkest, cello solo, piano, geluidsband en diaprojector
- 1970 Decadenza II voor orkest, geluidsband en slides ad lib
- 1970 Senza Metamusic voor strijkorkest
- 1971 Labor meta-music voor kamerorkest
- 1972 Life per complesso da camera ed orchestra
- 1973 Alla Marcia metamusik voor groot orkest, 6 koperblazers, vrouwenkoor van het Leger des Heils, Stroboskope en geluidsband
- 1973 Five Pieces for orchestra
- 1975 Anticanti voor strijkorkest en gemengd koor
- 1977 Morendo voor orkest, 2 flugelhoorn, 2 elektr. gitaar, elektr. orgel, piano, celesta, gemengd koor en geluidsband
- 1979 Musica nera voor kamerorkest
- 1980 Monodia voor orkest, elektr. gitaar, elektr. basgitaar, elektr. orgel en synthesizer
- 1981 Concerto per Organo Grande ed Orchestra voor orgel en orkest
- 1984 1984 voor elektronische instrumenten (elektr. orgel, synthesizer) piano, orkest en geluidsband
- 1985 Materia voor kamerorkest, gemengd koor, synthesizer en orgel
- 1990 Contra voor kamerorkest met alt-saxofoon
- 1996 Interna voor orkest
- 1997 Estonia voor strijkorkest
- 1999 Sonora concerto voor gitaar en strijkorkest

### Werken voor harmonieorkest
- 1977-1978 Attacca voor harmonieorkest en geluidsband
- 1984/1986 Energia I voor harmonieorkest, synthesizer, percussie, elektr. basgitaar en contrabas
- 1987 Paraphonia voor harmonieorkest, strijkkwartet en sampling-synthesizer

### Werken voor kamermuziek
- 1960 Wechselspiel I voor cello solo
- 1961 Wechselspiel II voor fluit solo
- 1961 Wechselspiel III voor piano en slagwerk
- 1972 Video 1 - synaesthetic etudes voor 8 strijkers (2 violen, 2 alt-violen, 2 celli, 2 contrabassen)
- 1972 Down voor fluit solo
- 1974 Soli voor blazerkwintet
- 1975 Unisono duo voor fagot en klavecimbel of piano of harp
- 1977 Tremor per violino solo e nastro
- 1978 Intimi voor basklarinet, fagot en geluidsband
- 1979 Kindertotenlied voor blazerkwintet en geluidsband
- 1980 Stone movements voor klarinet, trombone, cello en piano
- 1983 Aria voor koperkwintet
- 1983 Ancora Meta-Music voor strijkkwartet (twee violen, alt-viool, cello)
- 1983 Diaphonia voor piano en geluidsband
- 1984 Strano voor blazerkwintet en geluidsband
- 1984 Memory - Erinnerung voor saxofoon solo
- 1987 Chorale voor saxofoonkwartet (SATBar)
- 1988 Once voor klarinet, cello en piano
- 1990 Scaena voor saxofoonkwartet en synthesizer
- 1990 Contra voor kamerensemble
- 1994 Intra voor saxofoon en gitaar
- 1994 Resign voor saxofoonkwartet en synthesizer
- Stone Movement voor klarinet, cello, trombone en piano

### Vocaalmuziek met orkest of instrumenten
- 1961/1963 Chains - Mirrors Electro-acoustic transformations voor vrouwenstem
- 1975 Cultura Meta-music voor vier orgels, twee sopranen, bariton, elektr. gitaar, elektr. basgitaar en twee slagwerkers
- 1986 Im wunderschönen Monat Mai - Frühlingslied voor sopraan, basklarinet en piano

### Werken voor koor
- 1961 Canzona voor zes koren en twee slagwerkers
- 1986 Kyrie voor kinderkoor, strijkers en piano

### Toneelmuziek
- 1981 Trauma Meta-opera voor het Radio

### Werken voor piano
- 1962 Courante I, II en III
- 1979 Stereos voor twee piano's
- 1984 Dead ends
- 1991 Exit voor piano en synthesizer

### Werken voor orgel
- 1961-1973 New organ music
  1. Some of these...(1961/63)
  2. Pour Madame Bovary (1962/1973)
  3. Encores (1962/73)
  4. Eternes (1964/73)
  5. Decadenza I, metamusic (1968/73)
  6. Farewell, metamusic (1970/73)
- 1962 Pour Madame Bovary
- 1962/1973 Encores voor orgel
- 1968/1973 Decadenza I Metamusic voor orgel en geluidsband
- 1985 Restantes
- 1992 Discantus voor orgel en kamerensemble
- 1999 Vogler

### Werken voor percussie
- 1997 Interior Drums voor zes slagwerkers

### Filmmuziek
- 1968 Supersonics

### Elektronische muziek
- 1967 Neutron Star
- 1970 Ultra
- 1988 Silence XX voor laserprojectie en geluidsband

## Boeken
- Morthenson, Jan W: Nonfigurative Musik. Vorwort: Heinz-Klaus Metzger. Übertragung vom schwedischen Manuskript: Hans Eppstein. Stockholm, Wilhelm Hansen. 1966. 83 p,

- Bibsys: 1062441
- Bibliothèque nationale de France: cb13959879t (data)
- Gemeinsame Normdatei: 124219675
- International Standard Name Identifier: 0000 0001 1063 630X
- Library of Congress Control Number: n82039537
- Nationale Bibliotheek van Letland: 000290264
- MusicBrainz: ec916d3e-5af9-46b9-9a93-642cdfbaafdb
- Nationale Bibliotheek van Israël: 987007276136205171
- Nederlandse Thesaurus van Auteursnamen: 301910197
- LIBRIS: 206356
- Système universitaire de documentation: 16231082X
- Virtual International Authority File: 55075064
- WorldCat: E39PBJr3qWfrpJq8XHTdRYtHYP